# 김세훈 (1991년)
김세훈(한국 한자: 金世勳, 1991년 8월 25일 ~ )은 대한민국의 전 축구 선수이며, 포지션은 공격수였다.